# Paramococcus venezuelanus
Paramococcus venezuelanus är en insektsart som beskrevs av Imré Foldi och Cox 1989. Paramococcus venezuelanus ingår i släktet Paramococcus och familjen ullsköldlöss.
Artens utbredningsområde är Venezuela. Inga underarter finns listade i Catalogue of Life.